# ルベン・プラサ
ルベン・プラサ（Rubén Plaza、1980年2月29日 - ）は、スペイン・バレンシア州アリカンテ県イビ出身の自転車競技（ロードレース）選手。

## 経歴
2001年、iバネスト.com（後のケス・デパーニュ、現 モビスター）と契約を結んでプロ転向。
2004年、ケルメ（2005年より、コムニダ・バレンシアナに改名）に移籍。
2006年、オペラシオン・プエルトに関与している疑いが持たれ、コムニダ・バレンシアナが解散。
2007年、ケス・デパーニュに復帰。ブエルタ・ア・ラ・リオハで総合優勝を果たしたが、オペラシオン・プエルトの影響を受け、4月25日に契約を解除される。なお、当人にドーピング関与の事実はなかった。
2008年、ベンフィカに移籍。
2009年、リベルティ・セグロスに移籍。
2010年、ケス・デパーニュに三度目の復帰。
2015年、ランプレ・メリダに移籍。
2016年、オリカ・グリーンエッジに移籍。
2018年、イスラエル・サイクリング・アカデミーに移籍。

## 主な戦績

### 1997年
- スペイン選手権　優勝（ジュニア部門ロードレース）

### 2003年
- スペイン選手権　優勝（個人ロードレース）

### 2005年
- ブエルタ・ア・アラゴン　総合優勝、区間優勝（第4ステージ）
- ブエルタ・ア・エスパーニャ　総合5位 区間優勝（第20ステージ）
- 世界選手権　4位（個人タイムトライアル）

### 2006年
- ブエルタ・ア・ラ・リオハ　総合2位
- ブエルタ・ア・アストゥリアス　区間優勝（第5ステージ）

### 2007年
- ブエルタ・ア・ラ・リオハ　総合優勝

### 2008年
- ボルタ・ア・ラ・コムニタ・バレンシアナ　総合優勝
- ブエルタ・ア・ラ・コムニダ・デ・マドリー　区間優勝（第1ステージ）
- ポルトガル一周　総合3位、区間優勝（プロローグ）

### 2009年
- ブエルタ・ア・ムルシア　区間優勝（第4ステージ）
- シルキュイ・ド・ロレーヌ　区間優勝（第3ステージ）
- スペイン選手権　優勝（個人ロードレース）
- GP・CTT・コレイオス　区間優勝（第2ステージ）
- ポルトガル一周　総合3位、区間優勝（第7ステージ）

### 2010年
- ツール・ド・フランス　総合12位
- ブエルタ・ア・エスパーニャ　総合16位

### 2013年
- ブエルタ・ア・カスティーリャ・イ・レオン　総合優勝、区間優勝（第3ステージ）

### 2015年
- ツール・ド・フランス　区間優勝（第16ステージ）
- ブエルタ・ア・エスパーニャ　区間優勝（第20ステージ）

### 2018年
- ブエルタ・ア・カスティーリャ・イ・レオン 総合優勝（第3ステージ優勝）

### 2019年
シーズン終了後にに引退。

### 引退後
2021年、自身が最後に所属したチームの後継チームであるイスラエル・スタートアップネーションのサテライトチームのアシスタント・スポーツディレクターに就任した。
2023年からはイスラエル・プレミアテックのアシスタント・スポーツディレクターも兼任している。